# HMHS Britannic
HMHS (ursprungligen byggd som RMS) Britannic (His Majesty's Hospital Ship Britannic) var en brittisk oceanångare som ägdes av rederiet White Star Line (Vita Stjärnlinjen). Hon var det sist byggda fartyget av tre i Olympic-klassen, som hon bildade tillsammans med RMS Olympic och RMS Titanic.

## Bakgrund
Redan i samband med att Titanic och Olympic sjösattes våren 1911 stod det klart att White Star Line för att kunna hålla konkurrensen uppe med Cunard Line och Hapag behövde beställa en tredje atlantångare i Olympic-klassen. Från 28 juni 1911 fick Harland and Wolff finns dokument som visar att man då påbörjat maskinarbete på SS Britannic. Som torrdockorna där Titanic och Olympic var upptagna av andra fartygskonstruktioner fick man vänta till RMS Arlanza hade sjösatts 23 november 1911 innan arbetet med skrovet kunde börja. Kontraktet mellan Harland and Wolff och White Star Line skrevs under 23 oktober 1911, men då hade arbetet redan påbörjats.
Tidningsartiklar från tiden för fartygets konstruktion nämner fartyget under namnet Gigantic, men att namnet ändrades efter Titanic-katastrofen. Detta har dock alltid förnekats av både Harland and Wolff och rederiet, och förekommer inte i några dessas egna dokument.
Byggnationen försenades ytterligare av att Olympic 20 september 1911 kolliderade med pansarkryssaren HMS Hawke i Solentsundet. Olympic fick stora skador och måste tas in i docka i Belfast för reparationer. Under Olympics första år i tjänst upptäcktes problem med hållfastheten i skrovet. Erfarenheten av att bygga så här stora fartyg var liten. 24 februari 1911 tappade Olympic en propeller, och i samband med reparationerna upptäcktes sprickor i fartygets överbyggnad. I pannrum 6 upptäckte man att 300 nitar försvagats och behövde ersättas, liksom 100 nitar på vardera sidan om ångturbinhallen. Det ledde till att Britannic och Titanic förstärktes i dessa områden. Brittanic byggdes även 1 fot bredare än sina systerfartyg. Orsaken är oklar, möjligen ville man sänka fartygets metacentriska höjd, som förskjutits på Titanic och Britannic sedan ytterligare hytter lagts till på B-däck. Titanics förlisning våren 1912 ledde till omfattande modifieringar av fartygets utformning. Bland annat byggdes de vattentäta skotten högre, och pannrummen försågs med en dubblering av skrovet, och antalet livbåtar utökades för att kunna rymma alla ombord. Britannic försågs även med stora kranlika dävertar. Hon sjösattes 26 februari 1914. Avsikten var att Britannic skulle vara klar för att sättas i trafik våren 1915. Första världskrigets utbrott innebar dock att det mesta av passagerartrafiken upphörde. Harland and Wolff kom även att fokusera mer på marinens kontrakt än att färdigställa Britannic, som ändå inte kunde tas i trafik. I maj 1915 genomfördes dock motorprov vid kajen och i september 1915 fick hon sina propellrar installerade. Enstaka passagerarfartyg togs även över av marinen som trupptransportfartyg. Britannic och hennes systerfartyg ansågs dock för stora för att ha praktisk funktion. Gallipoliexpeditionen kom dock att ändra detta. Behoven av fartyg blev enormt, under hösten 1915 nådde man månader då man behövde evakuera 15 000 sårade, och efter bedömning av franska behov gjordes bedömingen att man skulle ha behov av att med kort varsel kunna evakuera 5 000-6 000 sårade per dag. I den situationen var Britannic ett idealt fartyg, snabbt, med förmåga att klara långa resor och ta mängder med passagerare. 13 november 1915 rekvirerades hon av brittiska flottan som lasarettsfartyg.
Rekvireringen av Britannic innebar att hon snabbt måste färdigställas. Endast fem av hennes planerade åtta elektriska livbåtsdävertar hade ännu installerats. Man valde därför att i övrigt endast installera enklare dävertar av Axel Welins konstruktion, liknande dem på Titanic och Olympic. Huvuddelen av arbetet lades på att bygga om inredningen för att bereda sängar för 3 309 patienter. Sviterna på b-däck blev läkarnas hytter, medan den övriga medicinska personalen fick hytter längre ned i fartyget. Fartyget målades även vitt, med ett grönt band, brutet av tre röda kors för att vara tydligt utmärkt som sjukhusfartyg. Skorstenarna målades inte heller i White Star Lines vanliga färger utan gula, för att vara tydligt avvikande från andra fartygs. 8 december 1915 var Britannic klar för prov av sjövärdigheten. 12 december lämnade hon Belfast för Liverpool efter att de sista detaljerna färdigställts och 23 december lämnade Storbritannien för Egeiska havet. Hon genomförde tre resor till Medelhavet. Redan då hon var på väg ut på sin första resa hade Storbritannien beslutat sig för att överge Gallipolikampanjen och evakuera trupperna därifrån, och behovet av stora sjukhusfartyg i Medelhavet minskade. Hon avmönstrades därför och återvände 18 maj 1916 till Belfast.
Under sommaren 1916 ökade dock striderna på Balkan där ententen aktivt försökte stödja sina allierade i Rumänien och Serbien genom fronten i Salonika, vilket ledde till att de sårades antal ökade. Samtidigt hade flera andra passagerarfartyg redan rekvirerats som trupptransportfartyg för att föra trupper mellan Kanada och Storbritannien. 28 augusti rekvirerades Britannic återigen som sjukhusfartyg. 4 september - 11 oktober genomfördes den fjärde resan till Moudros på Lemnos och tillbaka till Southampton. 20 oktober-6 november genomfördes en femte resa med sjukvårdsutrustning och medicinsk personal på väg till Moudros och sårade brittiska soldater på återresan. 12 november skickades Britannic iväg på sin sjätte resa.
Hon stannade som vanligt i Neapel för att fylla på vatten och kol 17 november 1916 och var på väg genom Keakanalen mellan grekiska fastlandet och ön Kea då skeppet skakades av en kraftig explosion. Under samtiden var den exakta orsaken till explosionen okänd, men det har senare visat sig att det var en sjömina som den tyska u-båten U-71 lagt ut i sundet tre veckor tidigare. Det framgick snart att hon tog in vatten mycket snabbt. Själva skadan var mindre än den som drabbat Titanic, och Britannic hade troligen kunnat överleva om inte explosionens tryckvåg hade gjort att skotten förskjutits och de vattentäta dörrarna gick inte att stänga. Nu sjönk hon mycket fortare än Titanic. Kapten Charles Alfred Bartlett beslutade sig för att försöka stranda fartyget på ön Kea. Man skickade också snabbt ut SOS-signaler via telegrafen, men kunde inte motta några svar. Det visade sig att antennkabeln gått av i samband med explosionen, och Britannic kunde sända signaler, men inte ta emot några, så man saknade möjlighet att skicka svar till de fartyg som uppfattat signalen. Bartlett beordrade omedelbart alla i livbåtarna, men avvaktade med att ge order om att sjösätta några, innan han insåg att han inte längre skulle nå Kea. Dessvärre hade ett antal livbåtar sjösatts innan order getts, och i takt med att fören sjönk djupare reste sig propellrarna ur vattnet, och två livbåtar sögs in i propellarna. Detta orsakade de flesta av dödsoffren i samband förlisningen, och även många svårt skadade. 30 personer omkom vid förlisningen (31 om man räknar in en steward som avled i England 6 månader efteråt på grund av sina skador), medan 1 032 räddades.
Grekiska fiskebåtar började snabbt anlända till undsättning. Efter ungefär en timme anlände jagaren HMS Scourge och kryssaren HMS Heroic till förlisningsplatsen. Sedan jagaren HMS Foxhound anlänt till området ytterligare 1 timme och 45 minuter senare, kunde Scourge och Heroic föra de överlevande till Pireus medan Foxhound stannade kvar för att söka efter fler överlevande i vattnet.
Vraket lokaliserades 1976 på 120 meters djup av en expedition ledd av den franske oceanografen Jacques-Yves Cousteau.

## Populärkultur
År 2000 släpptes filmen Britannic, en delvis fiktiv spionhistoria med en tysk agent som saboterar fartyget eftersom det är hemligt bestyckat.